# Bernardino Campi

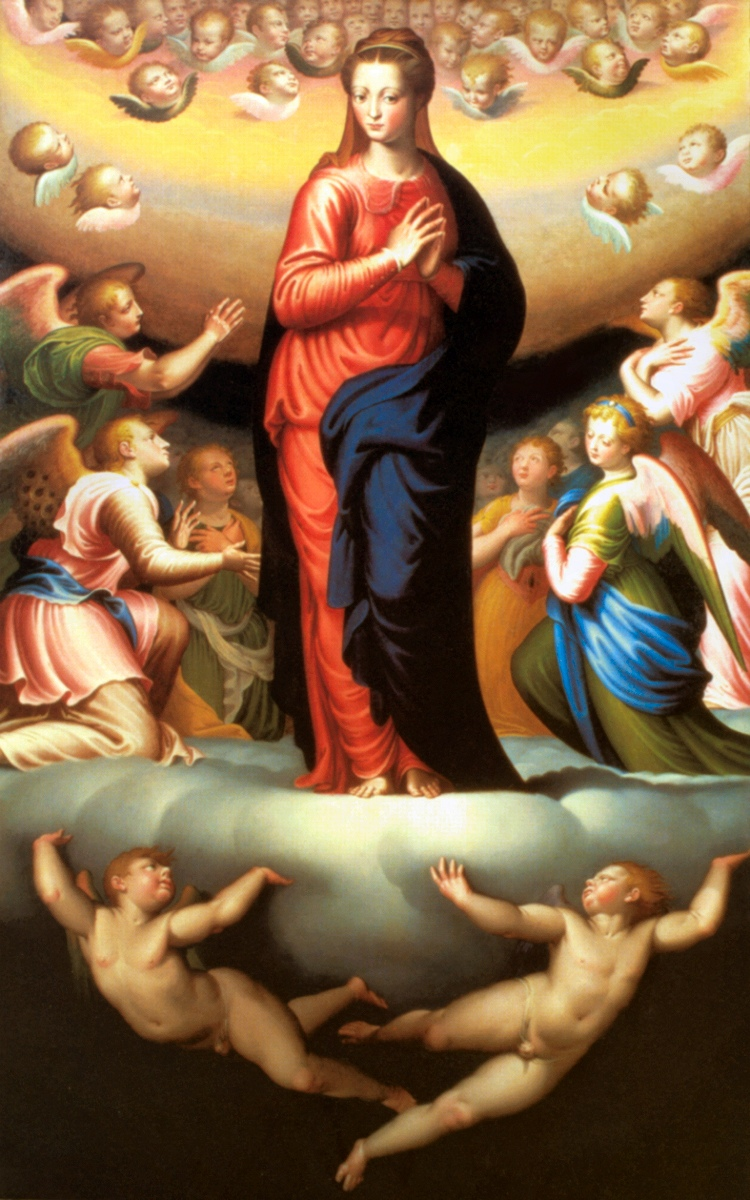
Exaltación de la Virgen por Bernardino Campi.

Bernardino Campi (1522-1591) fue un pintor italiano del Renacimiento, natural de Reggio Emilia, que desarrolló su actividad en Cremona. Fue maestro de Sofonisba Anguissola y de Giovanni Battista Trotti (il Malosso). Los Campi formaron una extensa dinastía de artistas cremoneses. Los medio hermanos Giulio Campi y Antonio Campi, eran parientes lejanos de Bernardino. Las influencias en el estilo de Bernardino son diversas, incluyendo las de pintores de Cremona como Camillo Boccaccino, y de artistas de regiones próximas como Correggio, Parmigianino y Giulio Romano.